# Zeche Lucas
Die Zeche Lucas (auch: Zeche Lukas) war ein Bergwerk in Dortmund-Körne.

## Geschichte
Bereits 1854 war der Versuch unternommen worden, in Körne bei Dortmund einen Schacht anzulegen, dieser Versuch scheiterte aber. Die hierzu konsolidierten Geviertfelder Lucas I bis III wurden 1855 an einen neuen Besitzer verkauft.
Die im rheinischen Stolberg ansässige „Aktiengesellschaft für Bergbau, Blei- und Zinkfabrikation“ erwarb außerdem die Grubenfelder Felix, Flottauf I & II und Bonin sowie drei Eisenerz-Felder. Geplant war eine Schachtanlage zum Bekohlen der 1860 direkt nebenan errichteten Zinkhütte, die bis 1919 produzierte. Doch aus den Plänen wurde nichts: Erst 1882 begannen erste Schürf- und Bohrarbeiten.
1904 war Teufbeginn für den Schacht Stolberg I, der in 82 m Teufe das Karbon erreichte. Die 1. Sohle wurde in 121 m Teufe angesetzt. Kohle wurde aus den schief gelagerten Flözen in der Regel von unten nach oben abgebaut. Die 2. Sohle besaß eine Teufe von 229 m. 1905 wurde direkt neben Stolberg 1 der Wetterschacht Stolberg 2 angelegt, wodurch die Zeche zur Doppelschachtanlage avancierte. Die Grube lag direkt neben der Zinkhütte im heutigen Industriegebiet an der Hannöverschen Straße.

## Stilllegung
Der Aufschluss erwies sich als unbefriedigend (zu wenig Kohle, schwer zu fördern). Ein Grubenbrand am 11. März 1908, der durch Kohlenselbstentzündung entstand und die Flutung der gesamte Grubenbaue zur Folge hatte, besiegelte das Ende der Zeche Lucas. Schon am 30. Juni 1908 erfolgte die Stilllegung.
Die bis dahin kaum angeritzten Grubenfelder wurden 1912 zwischen Zeche Kaiserstuhl und der Zeche Vereinigtes Hörder Kohlenwerk geteilt.